# Fritz Schmedes
Fritz Schmedes (Schwarme, 7 oktober 1894 - Springe, 7 februari 1952) was een Duitse officier en SS-Brigadeführer en Generalmajor in de politie en Waffen-SS tijdens de Tweede Wereldoorlog. Hij was ook commandant van de 4. SS-Polizei-Panzergrenadier-Division.

## Leven
Op 7 oktober 1894 werd Schmedes geboren in Schwarme. Hij was de zoon van een Verdense pastoor. In februari 1913 behaalde hij zijn Abitur. Op 20 februari 1913 meldde hij zich aan in het Pruisische leger. Schmedes werd als Fahnenjunker (vaandrig) geplaatst bij het Ostfriesisches Feldartillerie-Regiment Nr. 62. Hierna werd hij bevorderd tot Unteroffizier (sergeant). Hierop volgde nog zijn bevordering tot Fähnrich (vaandrig). Op 23 juni 1914 werd Schmedes aangesteld als Leutnant (tweede luitenant). 

### Eerste Wereldoorlog
Op 11 augustus 1914 werd Schmedes overgeplaatst naar het Reserve Feldartillerie-Regiment 20. Daar diende hij tot november 1916. Als batterijchef werd hij ingezet in het Reserve Feldartillerie-Regiment Nr. 84. Hierop volgde zijn bevordering tot Oberleutnant (eerste luitenant). Na zijn bevordering werd hij weer teruggeplaatst in het Ostfriesisches Feldartillerie-Regiment Nr. 62. Tijdens de Eerste Wereldoorlog werd Schmedes met de beide klassen van het IJzeren Kruis 1914 onderscheiden.

### Interbellum
Vanaf december 1918 tot oktober 1919 diende Schmedes in het vrijwillige batterij van het vrijkorps "Hasse" in Opper-Silezië. Na zijn dienst in het vrijkorps keerde hij terug naar Ostfriesisches Feldartillerie-Regiment Nr. 62, en verliet in juni 1920 het leger (andere bron vermeldt april 1920 als datum). Op 6 juli 1920 ging Schmedes als Polizeioberleutnant (eerste luitenant in de politie) in dienst van de Schutzpolizei. Hij werd als Hundertschaftsführer (vergelijkbaar met een pelotonscommandant) en kazernecommandant in Mülhausen ingezet. Op 13 juli 1921 volgde zijn bevordering tot Polizeihauptmann (kapitein in de politie). Hierna werkte hij als sportofficier in de politieschool in Brieg. Op 1 december 1938 werd Schmedes bevorderd tot Oberstleutnant der Schutzpolizei (luitenant-kolonel in de politie).

### Tweede Wereldoorlog
Vanaf maart 1939 tot begin juni 1941 werkte Schmedes als Ia (operaties) en administratief medewerker in de staf van de inspecteur van de Orpo in Kassel. Hierna werd Schmedes overgeplaatst naar de SS-Polizei-Division, en als artillerist en batterijcommandant geplaatst in de 1e afdeling van het SS-artillerieregiment. Hij volgde Hermann Beyersdorf op. Hierna volgde zijn benoeming tot commandant van het 1e SS-Polizei Artillerie Regiment.  Zijn voorganger was Karl Brenner. Tijdens het uitoefenen van zijn functie stapte hij over naar de Waffen-SS, en werd ingeschaald met de rang van een SS-Obersturmbannführer der Reserve (luitenant-kolonel in de militaire reserve (W-SS)). En werd op 20 april 1942 bevorderd tot SS-Standartenführer der Reserve (W-SS) en Oberst der Schutzpolizei (kolonel in de politie). In februari 1943 was Schmedes voor een korte tijd plaatsvervangend divisiecommandant van Alfred Wünnenberg. En werd hierna bevorderd tot SS-Oberführer der Reserve (W-SS). Hierna volgde hij Wünnenberg op als divisiecommandant. En hij diende tot 5 juli 1944 als commandant. Tijdens zijn commando werd de divisie opgesplitst, en een gedeelte werd voor de omvorming tot pantserdivisie naar Joegoslavië overgebracht. 
Op 9 november 1943 werd Schmedes bevorderd tot SS-Brigadeführer (brigadegeneraal) en Generalmajor in de politie en Waffen-SS. Hierna werd hij in het Führerreserve van het SS-Führungshauptamt geplaatst. Na het Führerreserve nam Schmedes vanaf 22 augustus tot 27 november 1944 het commando van de 4. SS-Polizei-Panzergrenadier-Division van de SS-Standartenführer Helmut Dörner over. Na enige tijd in het in het Führerreserve der Waffen-SS gezeten te hebben, werd Schmedes belast met het commando over de Aufstellungsstab van het 35. SS- und Polizei-Grenadier-Division. Op 17 februari 1945 viel Schmede in ongenade bij de Reichsführer-SS Heinrich Himmler, en werd als "Taktischer Führer" bij wijze van straf naar de SS-Sturmbrigade Dirlewanger  overgeplaatst. Na het gewond raken van de SS-Oberführer Oskar Dirlewanger, nam Schmedes het commando van de eenheid over. Deze eenheid was aan het uitbreiden tot de 36. Waffen-Grenadier-Division der SS, echter de eenheid bereikte slecht de grootte van een brigade, en zelfs na het toevoegen van legereenheden die zich in desolate toestand bevonden vanwege desertie. 
In april 1945 na het begin van het groot offensief van de Russen, werd de eenheid tijdens de slag om Halbe vernietigd. Schmedes slaagde erin door te breken naar het westen, waar hij op 29 april 1945 bij Sagan krijgsgevangen werd genomen.

## Na de oorlog
Op 12 juni 1947 werd hij weer vrijgelaten uit krijgsgevangenschap, en woonde Schmedes in Springe/Deister. Over het verdere verloop van zijn leven is niets bekend. Op 7 februari 1952 stierf Schmedes na een kort ziektebed in Springe.

## Carrière
Schmedes bekleedde verschillende rangen in zowel de Allgemeine-SS als Waffen-SS. De volgende tabel laat zien dat de bevorderingen niet synchroon liepen.
| Datum                                              | Pruisische leger | Politie                          | Allgemeine-SS    | Waffen-SS                                 |
| -------------------------------------------------- | ---------------- | -------------------------------- | ---------------- | ----------------------------------------- |
| 20 februari 1913                                   | Fahnenjunker     | —                                | —                | —                                         |
| 1913                                               | Unteroffizier    | —                                | —                | —                                         |
| 20 november 1913                                   | Fähnrich         | —                                | —                | —                                         |
| 23 juni 1914 (met Patent van 23 juni 1912)         | Leutnant         | —                                | —                | —                                         |
| 18 oktober 1917                                    | Oberleutnant     | —                                | —                | —                                         |
| 6 juli 1920                                        | —                | Polizeioberleutnant              | —                | —                                         |
| 13 juli 1921 (met DA van 7 oktober 1912)           | —                | Polizeihauptmann                 | —                | —                                         |
| 1 januari 1934 (met RDA van 9 november 1935)       | —                | Polizeimajor                     | —                | —                                         |
| 1 december 1938 (met RDA van 9 november 1938)      | —                | Oberstleutnant der Schutzpolizei | —                | —                                         |
| 1 april 1942                                       | —                | —                                | —                | SS-Obersturmbannführer der Reserve (W-SS) |
| 20 april 1942 (met RDA van 1 april 1942)           | —                | —                                | —                | SS-Standartenführer der Reserve (W-SS)    |
| 20 april 1942 (met ingang en RDA van 1 april 1942) | —                | Oberst der Schutzpolizei         | —                | —                                         |
| 30 april 1943 (met ingang van 20 april 1943)       | —                | —                                | —                | SS-Oberführer der Reserve (W-SS)          |
| 18 november 1943 (met ingang van 9 november 1943)  | —                | —                                | SS-Brigadeführer | Generalmajor in de (W-SS)                 |
| 9 maart 1944 (met RDA van 9 november 1943)         | —                | Generalmajor der polizei         | —                | —                                         |

## Lidmaatschapsnummers
- NSDAP-nr.: 5 240 168[10][6] (lid geworden 1 mei 1937)
- SS-nr.: 420 790[10][6]

## Onderscheidingen
Selectie:
- Duitse Kruis in goud[10] op 10 juni 1943[6] als SS-Standartenführer en Oberst der Schutzpolizei en Commandant van het SS-Polizei-Artillerie-Regiment, SS-Polizei-Division, Waffen-SS[18][1][3]
- IJzeren Kruis 1914, 1e Klasse[10][6] (mei 1917[1][18][2][3]) en 2e Klasse[10][6] (augustus 1914[2][18], andere bron vermeldt september 1914[1][3])
- Gewondeninsigne 1939 in zwart[6] in oktober 1941[1][18][3]
- Gewondeninsigne 1918 in zwart[18][10]
- Herhalingsgesp bij IJzeren Kruis 1939, 1e Klasse[10][6] (15 oktober 1941[2][18][3]) en 2e Klasse[10][6] (21 augustus 1941[2][18][3])
- Dienstonderscheiding van de Politie, 1e Klasse (25 dienstjaren) in 1938[1][16][18][3]
- Ereteken van de Luchtbescherming, 2e Klasse[18] op 30 maart 1940[1][3]

Opmerking: op 18 oktober 1944 werd Schmedes door de commandant van het 57e Pantserkorps de General der Panzertruppe Friedrich Kirchner voorgedragen voor het Ridderkruis van het IJzeren Kruis. De voordracht werd door de Generaloberst Hans Friessner goedgekeurd, maar werd door Himmler niet goedgekeurd.